# Cethosia sangira
Cethosia sangira är en fjärilsart som beskrevs av Hans Fruhstorfer 1906. Cethosia sangira ingår i släktet Cethosia och familjen praktfjärilar. Inga underarter finns listade i Catalogue of Life.